# Rasen-Wolfsmilch
Die Rasen-Wolfsmilch (Euphorbia capitulata) ist eine Pflanzenart aus der Gattung Wolfsmilch (Euphorbia) in der Familie der Wolfsmilchgewächse (Euphorbiaceae).

## Beschreibung
Die Rasen-Wolfsmilch ist eine immergrüne, ausdauernde, krautige Pflanze, die eine Wuchshöhe von 3 bis 10 Zentimeter erreicht. Die Blätter sind weniger als 10 Millimeter lang und verkehrteiförmig. Die Stängelblätter sind wechselständig. Die Hüllbecher weisen 8 Drüsen auf.
Die Blütezeit reicht von Juni bis Juli.
Die Chromosomenzahl beträgt 2n = 12.

## Vorkommen
Die Rasen-Wolfsmilch kommt auf der Balkanhalbinsel in Albanien, Griechenland und im früheren Jugoslawien auf Kalkfelsen und in Kalkfelsspalten in Höhenlagen von (950) 1600 bis 2800 Meter vor.

## Nutzung
Die Rasen-Wolfsmilch wird selten als Zierpflanze für Steingärten genutzt.